# Piràmide transamèrica
La Piràmide transamèrica, en anglès: Transamerica Pyramid, és el segon gratacel més alt de la ciutat de San Francisco. Està situat al nº 600 de Montgomery Street. Aquest edifica actualment ja no és la seu de l'empresa Transamerica Corporation, la qual es va traslladar a Baltimore, Maryland. L'edifici va ser dissenyat per l'arquitecte William Pereira i construïda per la Hathaway Dinwiddie Construction Company, amb una alçada de 260 m, l'any 1972.
Actualment està ocupada per la Church of Scientology de San Francisco.
Des del 1995 el seu propietari és una companyia neerlandesa Aegon.
Es creu que estava planejat un atemptat terrorista contra aquest edifici mitjançant avions com a part del Bojinka plot, de 1995.
En acabar l'any 1972, va ser el vuitè edifici més alt del món. També és un lloc turístic popular. El 2020, l'edifici es va vendre a l'inversor de Nova York Michael Shvo.

## Història
L'edifici de Transamerica va ser encarregat pel director general de Transamerica, John (Jack) R. Beckett, amb l'afirmació que volia permetre la llum al carrer de sota. Construït al lloc de l'històric Montgomery Block, té una alçada estructural de 853 peus (260 m) i té 48 plantes d' espai comercial i d'oficines.
La construcció va començar el 1969 i va acabar el 1972, i va ser supervisada pel contractista Dinwiddie Construction, amb seu a San Francisco, actualment Hathaway Dinwiddie Construction Company. Transamerica va traslladar la seva seu al nou edifici de l'altra banda del carrer, on s'havia basat en un edifici en forma de planxa que ara ocupa l' Església de Cienciologia de San Francisco.
Tot i que la torre ja no és la seu de Transamerica Corporation, encara està associada a l'empresa i està representada al logotip de l'empresa. L'edifici és evocador de San Francisco i s'ha convertit en un dels molts símbols de la ciutat. Dissenyat per l'arquitecte William Pereira, va enfrontar-se a l'oposició durant la planificació i la construcció i, de vegades, els detractors l'anomenaven "Pix de Pereira". John King del San Francisco Chronicle va resumir l'opinió millorada de l'edifici el 2009 com "una icona arquitectònica del millor tipus, que s'adapta a la seva ubicació i millora amb l'edat". King també va escriure el 2011 que és "un edifici únicament memorable, un triomf d'allò inesperat, irreal i atractiu alhora... És una presència i una persona, que s'enfoquen en diferents enfocaments amb cada angle nou, cada canvi en llum".
La Transamerica Pyramid va ser el gratacel més alt a l'oest de Chicago quan es va construir, superant l'aleshores 555 California Street, també a San Francisco. Va ser superat per l' Aon Center, Los Angeles, el 1974.
Es creu que l'edifici va ser l'objectiu previst d'un atac terrorista, que implicava el segrest d'avions com a part del complot Bojinka, que va ser frustrat el 1995.
El 1999, Transamerica va ser adquirida per la companyia d'assegurances holandesa Aegon. Quan les operacions no asseguradores de Transamerica es van vendre més tard a GE Capital, Aegon va conservar la propietat de l'edifici com a inversió. El 2020, l'edifici va ser comprat per SHVO i Deutsche Finance America per 650 milions de dòlars.
La Transamerica Pyramid va ser el gratacel més alt de San Francisco des del 1972 fins al 2017, quan va ser superada per la Salesforce Tower en construcció. És un dels 39 edificis alts de San Francisco informats pel Servei Geològic dels Estats Units com a potencialment vulnerable a un gran terratrèmol, a causa d'una tècnica de soldadura defectuosa.

## Disseny
Les restriccions d'ús del sòl i zonificació de la parcel·la limitaven el nombre de peus quadrats d'oficines que es podrien construir al solar, que es troba al límit nord del districte financer. És una piràmide alta de quatre cares amb dues "ales" per a poder encabir els ascensors. La part de dalt queda coberta amb panells d'alumini durant la temporada de Nadal com també el dia de la Independència i l'aniversari de l'11 de setembre de 2001.
La façana de l'edifici està coberta de quars triturat cosa que li proporciona el color lluminós.
vistes de les càmeres les 24 hores del dia. Es va tancar una plataforma d'observació al pis 27: el lloc web oficial de la piràmide diu que es va tancar al públic l'any 2001, mentre que el El New York Times va informar que ha estat tancat "des de finals de la dècada de 1990". Va ser substituït per la plataforma d'observació virtual uns anys més tard. El senyal de vídeo del "Transamericam" va ser utilitzat durant anys per un canal de notícies de televisió local per a visualitzacions en directe del trànsit i el temps al centre de San Francisco.
La part superior de la piràmide Transamerica està coberta amb panells d'alumini. Durant la temporada de vacances de Nadal, el Dia de la Independència, i durant l'aniversari de l'11-S, s'il·lumina un far brillant i brillant anomenat "Joia de la Corona" a la part superior de la piràmide.

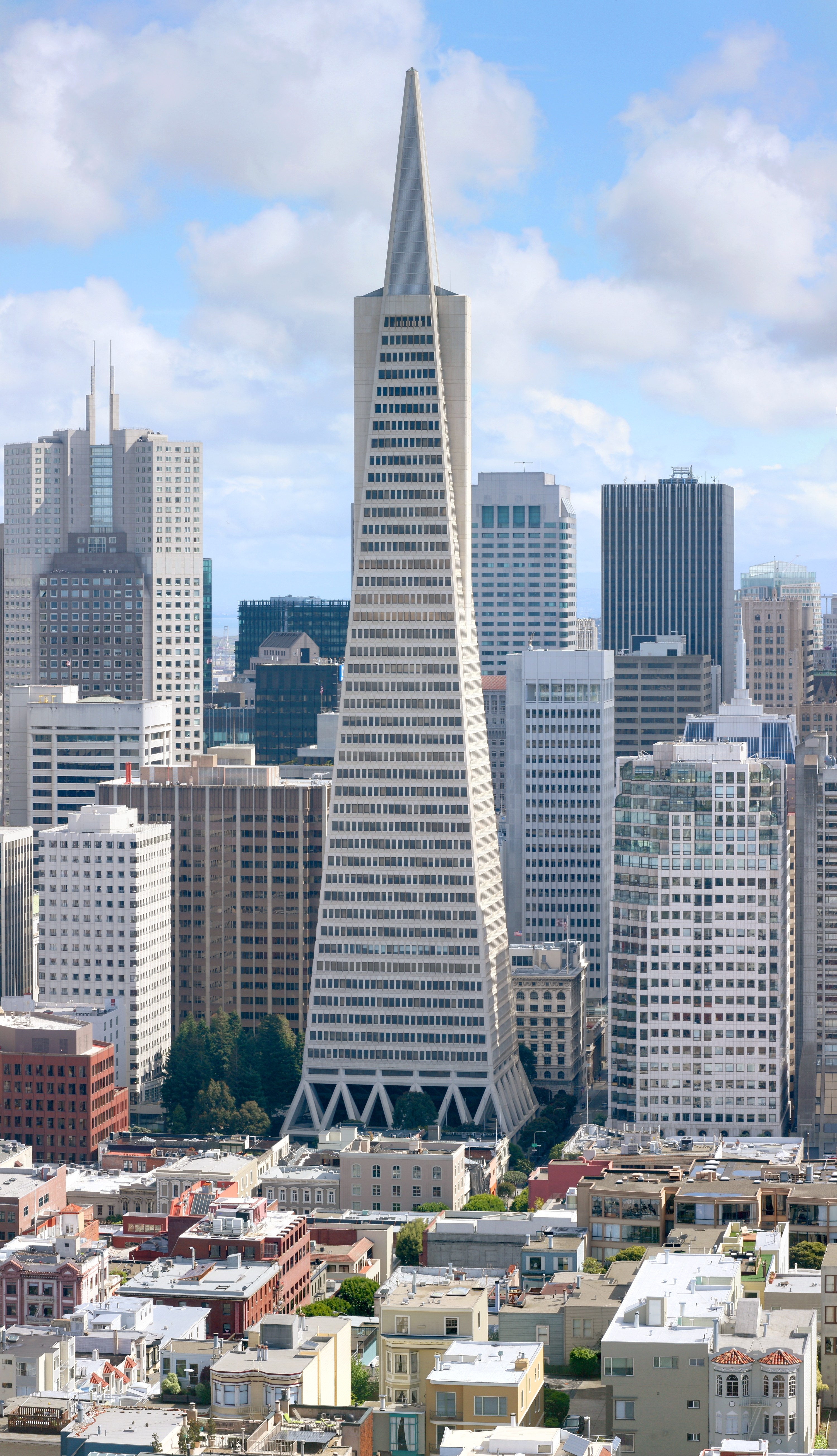
Vista de cos sencer des de la torre Coit (2006)

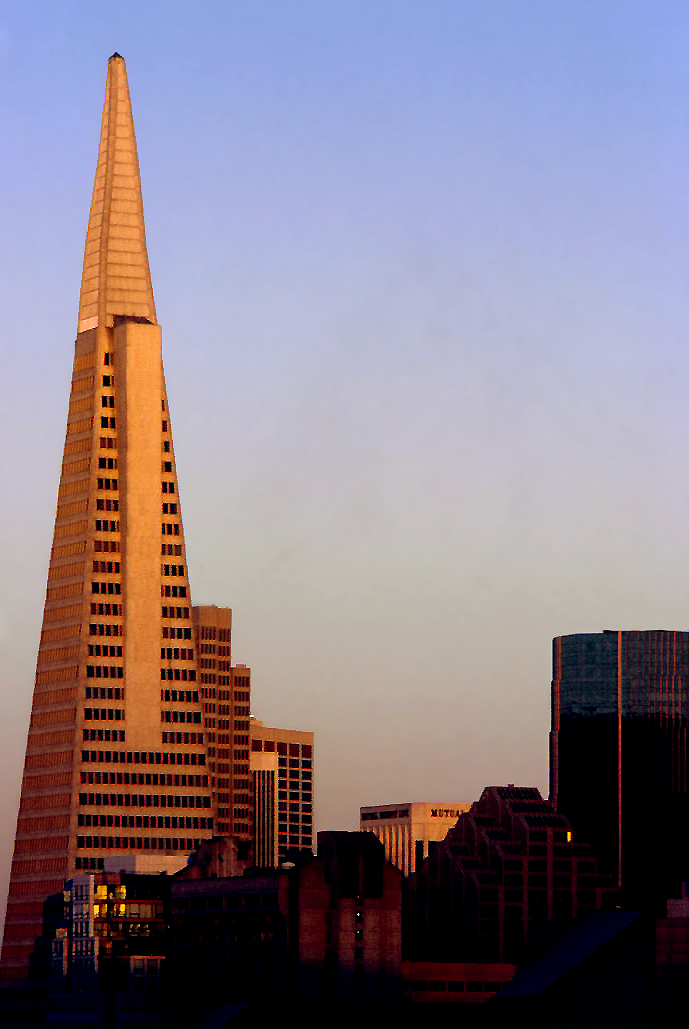
Vista des de la tarda.

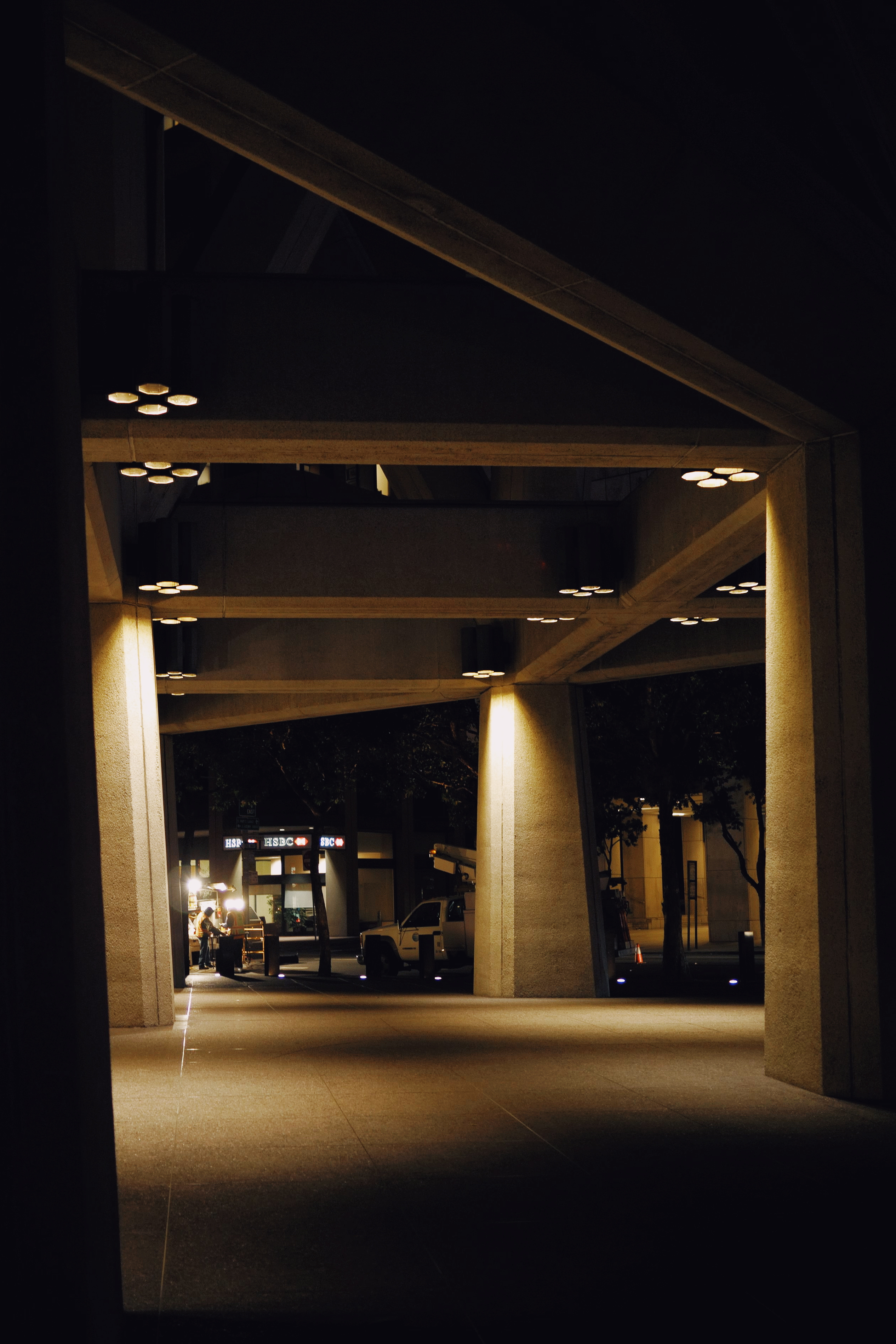
Base de l'edifici.

## Parc
El parc Redwood als terrenys de la piràmide Transamerica al capvespre. A la base de l'edifici hi ha un espai públic de propietat privada de mitja acre dissenyat per Tom Galli anomenat Redwood Park. A aquest parc es van trasplantar una sèrie d' arbres de sequoia procedents de les muntanyes de Santa Cruz quan es va construir la torre. Generalment està obert al públic durant el dia. Compta amb una font i un estany dissenyats per Anthony Guzzardo, que conté una granota saltadora i una escultura de bronze de nenúfars que commemora " The Celebrated Jumping Frog of Calaveras County " de Mark Twain (escultura de Richard Clopton, 1996); una escultura de bronze de Glenna Goodacre de nens jugant (1989); una placa de bronze en honor als gossos Bummer i Lazarus, celebrant la seva habilitat per atrapar rates; i bancs i taules que ofereixen respir tant als treballadors com als visitants.

## Especificacions
- La façana de l'edifici està coberta de quars triturat, donant a l'edifici el seu color clar.
- La base de quatre pisos conté 16.000 iardes cúbiques (12.000 m 3) de formigó i més de 300 milles (480 km) de barres d'acer.
- Té 3.678 finestres.
- La base de l'edifici té un gruix de 9 peus (2,7 m), el resultat d'un abocament continu de formigó de 3 dies i 24 hores. Diversos milers de dòlars en monedes van ser llençats a la fossa pels observadors que envoltaven el lloc a peu de carrer durant l'abocament, per tenir sort.
- Només dos dels 18 ascensors de l'edifici arriben a la planta superior.
- La proposta original era per a un edifici de 1.150 peus (350 m), que durant un any hauria estat el segon edifici acabat més alt del món. La proposta va ser rebutjada per la comissió d'urbanisme, dient que interferiria amb les vistes de la badia de San Francisco des de Nob Hill .
- L'edifici es troba al lloc que va ser la llar temporal del Banc d'Itàlia d' AP Giannini després que el terratrèmol de San Francisco de 1906 destruís la seva oficina. Giannini va fundar Transamerica el 1928 com a holding del seu imperi financer. Bank of Italy es va convertir més tard en Bank of America.
- Hi ha una placa que commemora dos gossos famosos, Bummer i Lazarus, a la base de l'edifici.
- El casc del vaixell balener Niantic, un artefacte de la febre de l'or de Califòrnia de 1849, es trobava gairebé sota la piràmide Transamerica, i la ubicació està marcada per una placa històrica fora de l'edifici (Fita històrica de Califòrnia #88).
- La tapa d'alumini s'il·lumina indirectament des de dins per equilibrar l'aspecte a la nit.
- Les dues ales augmenten l'espai interior als nivells superiors. Una extensió és la part superior dels eixos dels ascensors, mentre que l'altra és una torre d'evacuació de fums per a la lluita contra incendis.
- Una tapa de piràmide de vidre es troba a la part superior i inclou un llum d'advertència de l'avió vermell i la balisa estacional més brillant.
- A causa de la forma de l'edifici, la majoria de les finestres poden girar 360 graus perquè es puguin rentar des de l'interior.
- L'agulla és en realitat buida i està folrada amb una escala d'acer de 100 peus amb un angle de 60 graus, seguida de dues escales d'acer.
- La sala de conferències (amb vistes de 360 graus de la ciutat) es troba a la planta 48.
- La construcció va començar l'any 1969 i els primers llogaters es van traslladar durant l'estiu de 1972.

## Estructures similars
- The Shard, un edifici de Londres
- Burj Khalifa, un edifici de Dubai
- Ryugyong Hotel, un edifici de Pyongyang